# ریون لیلانی
ریون لیلانی (انگلیسی: Raven Leilani؛ زادهٔ ۲۶ اوت ۱۹۹۰) رمان‌نویس آمریکایی است.
اولین رمان او با نام درخشش در سال ۲۰۲۰ با تحسین منتقدان روبرو شد. این کتاب با عنوان چهل چراغ  عنوان انگلیسی luster به فارسی ترجمه شده است